# FIFA Street 2
FIFA Street 2 – komputerowa gra sportowa o tematyce piłki nożnej, wyprodukowana i wydana w 2006 roku przez Electronic Arts. Jest to kontynuacja gry FIFA Street i część serii gier komputerowych FIFA.